# Universidade Griffith
A Universidade Griffith (em inglês: Griffith University) é uma universidade localizada em Queensland, Austrália. Foi fundada em 1971.
A Universidade recebeu o nome de Sir Samuel Walker Griffith, que foi duas vezes Premier de Queensland e o primeiro Presidente da Suprema Corte da Austrália. Sir Samuel Griffith desempenhou um papel importante na Federação da Austrália e foi o principal autor da constituição australiana.[carece de fontes?]